# Norska köket
Norska köket är traditionellt sett baserat på de råvaror som finns tillgängliga i landet, som domineras av berg, vildmark, betesmark och hav. Därför skiljer sig detta kök i många avseenden från sina kontinentala motsvarigheter, med en tydligare inriktning på just vilt, fisk och mejeriprodukter. Älg, ren och val är några av de typer kött som ingår i traditionell norsk matlagning, som inte är lika vanliga på kontinenten.

## Havsmat

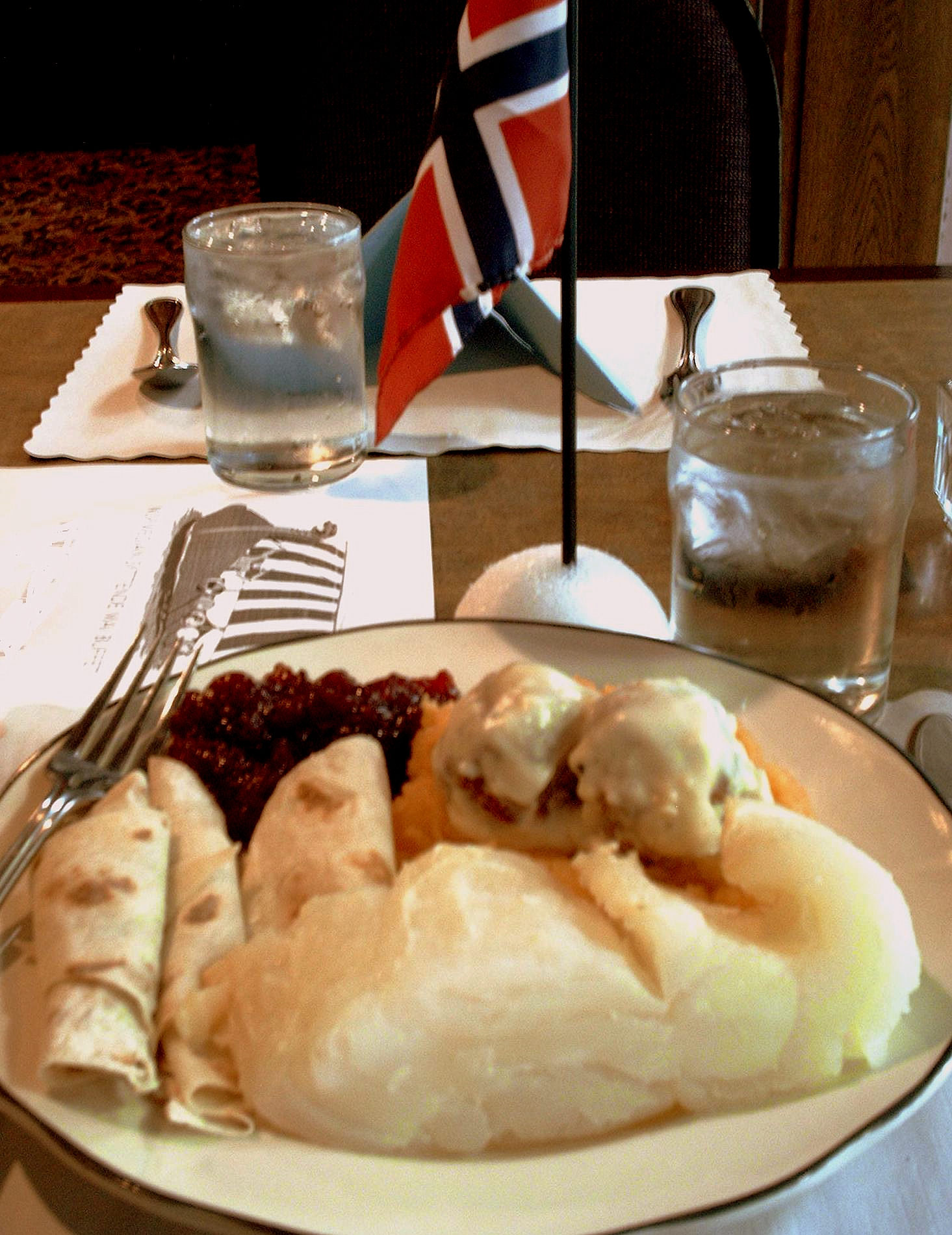
Lutfisk äts ofta på jul.

Rökt lax är en maträtt med ursprung i Skandinavien som numera äts i många delar av världen. Den rökta laxen liknar gravad lax som är en annan skandinavisk specialitet. Rökt eller gravad lax äts gärna inrullade i lefse eller lompe, eller på små smörgåsar, så kallade snitter tillsammans med äggröra och gräslök. Lax äts även ugnsbakad med citron och dill, vilket oftast serveras med kokt potatis och gräddfil.
En annan känd fiskrätt är rakfisk som kan liknas vid det svenska surströmming.
En av Norges största matexportvaror har varit torrfisken, och tidigare även klippfisk. Från den uppkom bacalao, vilken i första hand är känd som en portugisisk rätt, men som även ätits i Norge sedan århundraden. Rätten uppkom genom handel mellan Norge och Portugal, och huvudingrediensen är just norsk klippfisk.
Val äts oftast som en biff, med potatis, grönsaker och sås, eller som en gryta. Norsk valgryta tillagas vanligen med grädde, svamp, morötter och enbär, och ibland även ”vørterøl,” en typ av alkoholfritt öl.
Fiskbullar är avlånga, liknande kjøttkaker, och serveras i vit sås med kokt potatis, råriven morot och knaperstekt bacon. Ofta strör man även curry över rätten till slut - detta blev särskilt brukligt efter att även vanligt folk fick råd med exotiska kryddor från slutet på 1800-talet.
Seikaker är en sorts stekta frikadeller gjorda på sej, som serveras med kokt potatis, brun sås och brynt lök.
Skaldjur äts ofta på sommaren. Musslor, räkor och krabbor är traditionell mat längs hela kusten. Även ostron, hummer och kräftor äts i något mindre utsträckning.

## Kött och vilt
Viltkött som älg, hjort, anka och höns är populärt och kan hittas i affärer över hela landet och serveras vid speciella tillfällen. Då köttsorterna har en utpräglad, stark smak serveras de med smakrika såser kryddade med krossade enbär och lingonsylt.
Lammkött och fårkött är vanligt förekommande på hösten, framför allt i fårikål. Smalahove, rökt lammhuvud, är en annan vanlig rätt i västra Norge.
Kjøttkaker, en sorts stora, ovala köttbullar eller små järpar av nötkött, är en mycket uppskattad traditionell rätt som serveras i brun sås, med kokt potatis, kokta ärtor och morötter, samt lingonsylt. Kjøttkaker som gjorts på fläskkött kallas medisterkaker.
Karbonader är pannbiffar av malet oxkött, som äts med potatis, brun sås och lingonsylt, eller serveras på smörgås med brynt lök. I modern tid är det även mycket vanligt använda karbonader som hamburgare.
Kåldolmar, på norska kallade kålruletter, är en annan klassisk rätt. Den görs antingen på nötfärs eller blandfärs med mjölk, så kallad ”medisterfarse”, vilken rullas in i kålblad och serveras med brun eller vit sås, kokt potatis och annat tillbehör.
Lapskaus är en traditionell gryta med lamm- eller nötkött - ibland används även korv - som kokas tillsammans med rotfrukter. Lök, potatis, kålrabbi, rot- eller bladselleri och purjolök är vanliga ingredienser.

## Charkvaror
Spekeskinke är en typ av lufttorkad skinka, liknande den italienska Parmaskinkan eller den spanska Serranoskinkan. Det finns lokala varianter på olika håll i landet. Spekeskinke har funnits i Norge sedan vikingatiden. Spekeskinke, och eventuellt andra lokala charkvaror, äts ofta tillsammans med rømmegrøt, särskilt på St. Hans.
Det finns flera sorters korv, däribland salamiliknande korvar så som morrpølse, elgpølse, rødvinspølse och svartpølse. Man har även medisterpølse, vilken äts framför allt till jul.
Sideflesk är en sorts tjockt, saltigt bacon, motsvarande stekfläsk på svenska. Sideflesk ingår i rätten fleskepannekake, en stor ugnspannkaka med fläskbitar, samt i rätten flesk og duppe, där sideflesk serveras med vit sås, kokt potatis och/eller rotmos, morötter och lingonsylt.
Fenalår är torkat och/eller rökt lår av lamm, som tillverkas på samma sätt som spekeskinke.
Sylte är en sorts pålägg som gjorts på restkött av gris, ofta av grishuvud, kryddat med nejlika, muskot, kryddpeppar och ingefära. Det serveras oftast till frukost under julveckan, och äts då gärna i läfsa med grov senap.

## Frukt och desserter
Frukter och bär växer långsamt i det kalla klimatet. Detta tenderar ge ett mindre antal med en intensivare smak. Jordgubbar, blåbär, lingon, hallon och äpplen är populära och används i många desserter, likaså körsbär i de delar av landet där de kan odlas.
En typiskt norsk dessert vid speciella tillfällen så som till jul, är moltekrem, vilket är hjortron med vispgrädde. Om sommaren är röda vinbär med vaniljsås, eller jordgubbar med ovispad grädde och socker, vanliga efterrätter. Norrmännen äter även mycket äppeldesserter med kakor, däribland ”tilslørte bondepiker,” vilket liknar svensk änglamat, men tillagas med äppelmarmelad istället för jordgubbssylt.
Tyska och skandinaviska kakor och bakverk, såsom sockerkaka och wienerbröd äts tillsammans med ett antal sorter tårtor, våfflor och kakor. Kardemumma används ofta som smaksättning. Traditionella norska kakor inkluderar krumkaker och goro, vilka steks i speciella mönstrade järn, samt sirupssnipper, fattigmann, rosettbakkels, smultringer, serinakaker och jødekaker.

## Mjölkprodukter
Mejeriprodukter är populära i Norge. Gräddfil används bland annat som smaktillsats till lax och ”spekemat,” en sorts lokala charkuterier, samt till rømmegrøt, en gröt gjord på kokad gräddfil, och ingår även som ingrediens i till exempel lefse och lompe. Ost exporteras. Gammelost, en övermogen frän brun ost är vanlig. Vanligast, och kanske mest exotisk, är den kända brunosten, som finns i en fast, skivbar form, och i en sötare, dulce de leche-aktig form som kallas prim, vilken ofta används som pålägg.

## Drycker

### Kaffe
2019 var Norge det land i världen med högst kaffekonsumtion per capita. Medelnorsken konsumerade då cirka 10 kilo kaffe per år. Man dricker ofta kaffe till desserter.

### Alkohol
Pilsner och bayer är vanliga industritillverkade öler medan de traditionella ölerna är mycket smakrikare, med en hög alkohol- och malthalt. Mjöd dricks av asatroanhängare och liknande religioner. Vin är enbart tillgängligt från stora företag då vindruvor inte kan odlas i landet.
Akvavit är ett gulaktigt brännvin som är kryddat med kummin. Norge producerar också en del vodka.